# 柚野村 (静岡県)
柚野村（ゆのむら）は静岡県の東部、富士郡に属していた村である。
現在の富士宮市西部、芝川沿岸および稲子川沿岸にあたる。旧村役場は現在、富士宮市立郷土資料館柚野収蔵庫となっている。

## 地理
- 山：天子山地
- 河川：富士川、稲子川、芝川、大倉川

## 歴史
- 1889年（明治22年）4月1日 - 町村制の施行により、下柚野村、大鹿窪村、上柚野村、鳥並村、猫沢村、上稲子村、下稲子村が合併して発足。
- 1957年（昭和32年）3月31日 - 富原村と合併して芝川町が発足。同日柚野村廃止。

## 交通

### 鉄道路線
- 日本国有鉄道
  - 身延線
    - 稲子駅